# Bessie Ellen
Bessie Ellen – brytyjski kecz towarowy, zbudowany w stoczni w Plymouth w 1904, jeden z ostatnich egzemplarzy, które nadal żeglują.